# 五氯酚
五氯酚（Pentachlorophenol；縮寫PCP），是一种氯代的酚类化合物，可用作殺蟲劑及消毒劑。
五氯酚最初於1930年代開始生產，並以多個商品名稱發售。有兩種形式：作為PCP的鈉鹽或水劑。

## 性質
纯品为白色晶体。微溶于水，溶于稀碱液、乙醇、乙醚、丙酮、苯等溶剂。

## 制取
五氯酚的製取方法有以下兩種：
1. 六六六无效体高压水解得五氯酚钠，再酸化即得五氯酚。
2. 在以氯化鋁或氯化鐵作催化劑，加熱至攝氏191度，對酚氯化。這過程不會令酚完整氯化，只有84-90％純度。污染物主要包括其他多酚類物質，多氯二苯並-P-二噁英、多氯二苯並呋喃。這些副產品的毒性更PCP本身更毒。

## 用途
PCP可用作除草劑、殺蟲劑、消毒劑等。由於其高毒性及低生物降解度，現時已愈來愈少人使用。
这种化学品早期以木材防腐為主要用途。用于有机合成、木材防腐、防霉。

## 毒性
- 症状：發燒、呼吸困難、肌肉痙攣、甚至中毒。
- 主要途徑：刺激鼻、喉、眼部。由皮膚吸收、肺吸收。
- 致癌：密集曝光在炎熱環境之下。

## 外部連結
- Non-CCA Wood Preservatives: Guide to Selected Resources - National Pesticide Information Center（页面存档备份，存于）
- EPA on pentachlorophenol
- atsdr.cdc.gov on pentachlorophenol（页面存档备份，存于）
- EPA study that used the fungus Phanerochaete chrysosporium to aid in bioremediation of pentachlorophenol in soil（页面存档备份，存于）
- 中石化安順廠污染案